# Rock'n philo
Rock'n philo est un concept inventé par Francis Métivier qui consiste à faire comprendre les grandes idées de la philosophie en les illustrant par des morceaux rock. 

## Les livres
Rock'n philo est un livre paru initialement en mai 2011 aux Éditions Bréal 
La démonstration de Rock'n philo procède par la mise en perspective de l'idée précise d'un philosophe et d'un morceau rock : par exemple, le doute selon René Descartes est expliqué par Where Is My Mind? des Pixies, la phrase de Blaise Pascal « Le moi est haïssable » par Smells Like Teen Spirit de Nirvana, ou encore l'idée de la mauvaise foi selon Jean-Paul Sartre par La nuit je mens d'Alain Bashung.
Le livre a fait l'objet d'une bonne réception et d'une critique importante,,,,.

## La performance scéniqueRock'n philo live
Le concept Rock'n philo est également un concept scénique,,.,
La performance se fait parfois en collaboration avec Christian Gentet
les spectacles se déroulent dans : la Journée mondiale de la philosophie de l'UNESCO Paris, les Rencontres philosophiques de Langres organisées par le ministère de l'éducation nationale, les Rencontres philosophiques de Monaco organisées par Charlotte Casiraghi et Robert Maggiori, la Semaine de la Pop philosophie de Marseille